# Octavio Agustín Ríos
Octavio Agustín Ríos (Curuzú Cuatiá, 22 de febrero de 1919-desconocido) fue un docente, sindicalista y político argentino del Partido Peronista, que se desempeñó como delegado al Congreso de la Nación Argentina por el Territorio Nacional de Misiones, de 1952 a 1955, y senador nacional por la provincia de Misiones en 1955.

## Biografía
Nacido en Curuzú Cuatiá (provincia de Corrientes) en 1919, asistió a la Escuela Normal Regional de la ciudad de Corrientes y se recibió de profesor de matemática en la Universidad de Buenos Aires. Fue secretario de la escuela industrial de Posadas (Misiones) y profesor de la escuela normal y en el colegio nacional de la misma ciudad.
Adhirió al peronismo y en 1949 fue designado interventor de la delegación regional en Misiones de la Confederación General del Trabajo de la República Argentina (CGT). En ese período también trabajó en la organización de la rama masculina del Partido Peronista en el territorio.
En las elecciones legislativas de 1951, fue elegido delegado territorial por el Territorio Nacional de Misiones (antes de ser provincia). Asumió el 25 de abril de 1952 junto a Elena Aída Fernicola, elegida por la rama femenina. Fue vocal en la comisión de Territorios Nacionales y en la comisión de Poderes y Reglamento. Participó en el debate del proyecto de provincialización de Misiones en 1953. Completó su mandato en abril de 1955.
En las elecciones de marzo de 1955, fue elegido senador nacional por la nueva provincia de Misiones, junto con Ramona Idasa Pereira de Keiler, iniciando su mandato al mes siguiente. Fue vocal en las comisiones de Agricultura y Ganadería, y de Industria. No pudo terminar su mandato en el Senado, que se extendía hasta 1961, por el golpe de Estado de septiembre de 1955 de la autoproclamada Revolución Libertadora.
En 1974, por encargo de Raúl Lastiri, fue designado delegado interventor del Partido Justicialista en la provincia de La Rioja.